# Günzburg–Mindelheim-vasútvonal
Az Günzburg–Mindelheim-vasútvonal vagy más néven a Mittelschwabenbahn egy normál nyomtávolságú, nem villamosított vasútvonal Németországban Günzburg és Mindelheim között. A vonal hossza 55,124 km, engedélyezett sebesség 80 km/h.

## Forgalom
2002 óta a vasútvonalon a Siemens Desiro motorvonatai közlekednek.